# 지엠피
지엠피(주)는 라미네이션 기계와 필름 제조를 전문으로 하는 코스닥 상장기업이다. 한때 그래픽 분야 라미네이션 기계에서 세계 시장점유율 30%로 인쇄 강국 독일·일본·미국을 제치고 세계시장 1위, 내수 시장에서는 70% 기업이었으나 재정상태 악화로 2016년 상장폐지 위험에 몰려 채권단인 산업은행에 인수되었다.

## 개요
지엠피는 라미네이팅 기계와 필름, 디지털 피니싱 솔루션으로 세계 최대의 시장점유율을 보유한 기업이다. 1985년 창사 이래 라미네이션 기술만을 연구해 왔으며 110개의 국내 및 국제 특허를 보유, 총 300건이 넘는 라미네이팅 부문 산업 재산권을 보유하고 있다. 세계 최대의 사무주변기기 제조사 미국 아코-지비씨(ACCO-GBC)와 전략적 제휴를 맺었고, 독자 유통망을 구축해 전세계 100개국에 제품을 수출하고 있다. 제품생산량의 80~90%를 해외시장에 수출하는 수출주도형 기업이다.
지엠피는 라미네이팅 분야에서 세계적인 기술을 가진 기업으로 인식되며, 디지털프린팅 분야에서 미국 휴렛 팩커드 사의 골드파트너이기도 했다.
 휴렛 팩커드 측에서는 "지엠피의 기술력은 세계적이며, HP는 디지털프린팅 시장에서 지엠피와의 협력없이는 비즈니스를 이어나갈 수 없다"라고 말하기도 했다.

## 라미네이션
라미네이션 기술은 과거부터 주민등록증 등 신분증이나 문서 위조 등의 방지 목적 등으로 사용되어 왔으며, 2010년 이후로는 사물인터넷, 인쇄전자, 플렉서블 디스플레이, 홀로그램 제작 등 첨단 기술에 필수적인 공정으로 각광받고 있다. 또한 태양 전지에 들어가는 태양광 모듈이나 차세대 소재인 그래핀 생산 등에 이용되기도 한다. 이는 라미네이션 기술이, 전자회로가 들어가는 얇은 필름을 쉽고 빠르게 대량생산할 수 있는 유일한 기술이기 때문이다.

## 기술력
지엠피는 얇은 필름에 전자회로를 인쇄하는 인쇄전자 기술과 홀로그램 기술을 보유하고 있다. 인쇄전자 기술 때문에 증시에서는 관련 기술인 사물인터넷 관련주로 인식되기도 한다.
정밀한 기계 제어 기술을 요하는 라미네이팅 전문 기업이라, 미세한 단위의 컨트롤이 필요한 첨단 공정에 강점을 보인다. 이러한 특성은 2013년에 개발되어 시판되고 있는, 슬리킹 시스템(sleeking system)에서 찾아볼 수 있다.
슬리킹(sleeking)이란 필름에 미세한 홈을 새기는 기술로, 홀로그램 제작에 이용된다. 홀로그램을 만들려면 2개의 레이저 광선의 간섭효과를 이용하여 필름에 0.2-0.3 마이크로m(100만분의 1m)의 깊이로 홈을 새겨야 한다. 이 미세한 홈에 의해 빛의 굴절이 달라져, 보는 각도에 따라 반사되는 빛의 양상이 틀려지게 되고, 따라서 마치 3차원의 영상이 있는 듯한 착각을 하게 된다.

## 지분 구조
한때 미국 최대의 문구업체 아코-지비씨(ACCO-GBC)가 2대 주주로 있었다.

## 외환 손실
지엠피는 두차례에 걸쳐 환헤지 관련한 외환 손실을 본 일이 있다. 2009년에는 환헤지 파생상품인 키코 손실로 98억원의 손해를 본 일이 있다. 그후 파생상품 계약이 종결돼 추가적인 손실이 발생하지는 않았으나, 이로 인해 신용 등급이 하향되고 주가가 크게 하락하는 일이 있었다. 또한 2012년에는 대출금을 달러에서 엔화로 바꾸었으나, 엔화 가치가 2배 가까이 뛰면서 외환 손실을 보았다.

## 부동산 자산
지엠피가 파주에 소유한 문발공단내 부지의 장부가격은 183억대이고 건물은 82억으로, 260억원대의 토지와 건물을 보유하고 있었다. 한때 파주 본사 부지의 땅값이 급등하면서 DMZ 세계평화공원 관련주로도 인식되기도 했다. 이것은 지난 1996년에 입주할 때보다 10배가량 토지가격이 상승한 것이다.

## 연혁
- 2015~2016. 02. 상장 폐지 위기에 몰려 감자. 채권단에 인수됨
- 2013. 11. 김양평 대표, 산업통상자원부 장관상 수상 (2013 기계의 날)
- 2012. 02. 4,000만불 수출탑 수상
- 2011. 07. FDA 인증획득
- 2010. 10. HP사와 골드 파트너십 체결 인증
- 2006. 04. 벤처기업 지정
- 2002. 04. 프랑스 현지 법인 설립
- 2002. 03. 성실 납세 기업 표창 (재경부 총리)
- 2000. 11. 5,000만불 수출탑 수상
- 2000. 05. World Best Awards 제품력부문 다이아몬드상 수상
- 1996. 05. 벤처기업상 수상
- 1994. 09. 코스닥 상장
- 1992. 11. 1천만불 수출의 탑 수상
- 1991. 05. "주식회사 지엠피"로 상호변경
- 1990. 11. 상공부 장관 표창 수상 (무역의 날, 수출유공자)
- 1986. 11. 주식회사 대산프라스틱 기계로 법인 전환
- 1985. 05. 대산 기계 설립

## 같이 보기
- 라미네이션